# St.-Kilians-Kapelle (Osterburken)

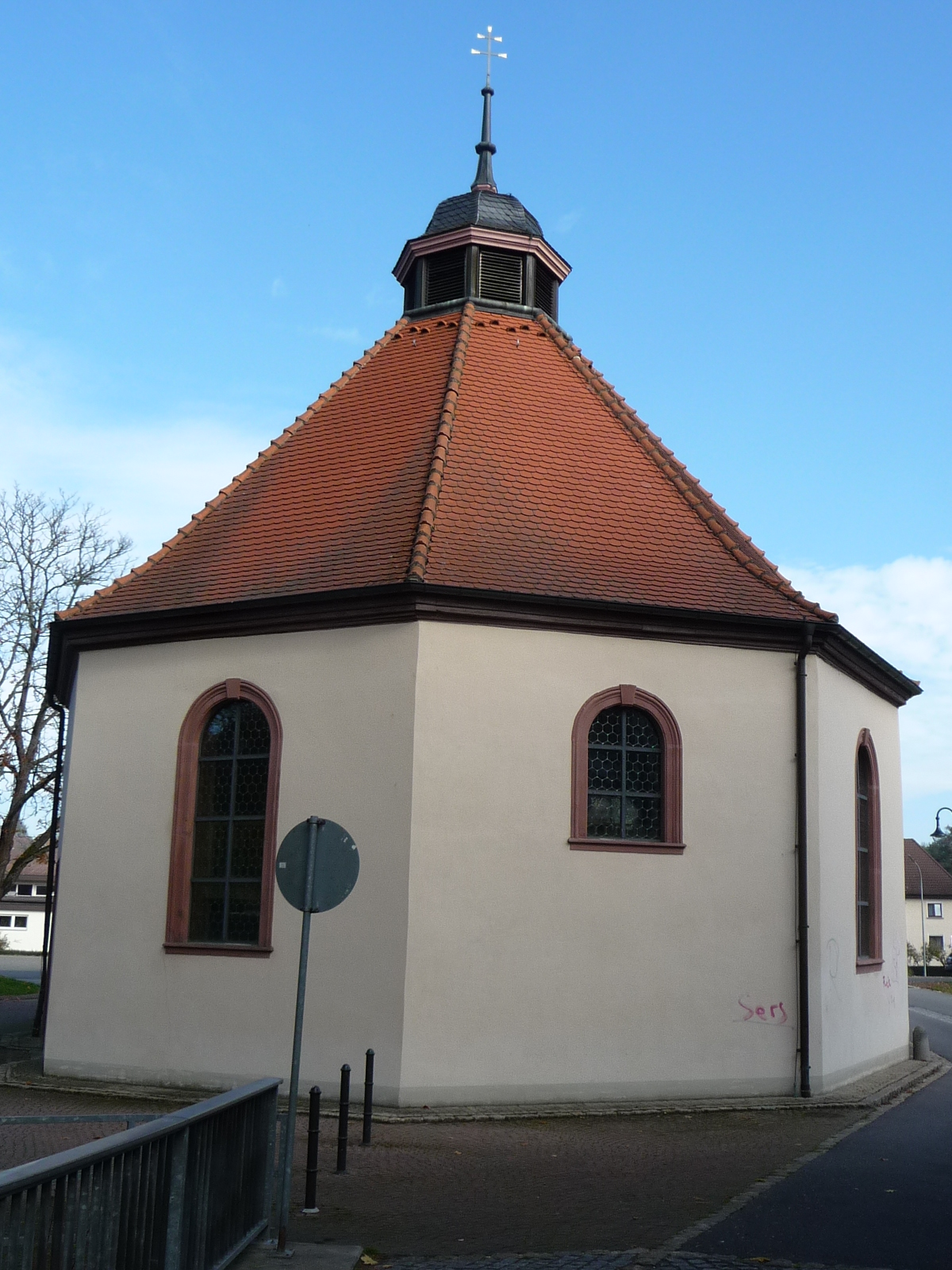
St.-Kilians-Kapelle in Osterburken

Die römisch-katholische St.-Kilians-Kapelle steht in Osterburken, einer Stadt im Neckar-Odenwald-Kreis in Baden-Württemberg. Das Bauwerk ist beim Landesamt für Denkmalpflege Baden-Württemberg als Baudenkmal eingetragen.

## Beschreibung
Der oktogonale, mit einem Zeltdach bedeckte und mit einer Laterne bekrönte Zentralbau wurde 1746 auf dem Gelände eines Armenfriedhofes von der Bürgerlichen Gesellschaft Osterburkens gestiftet.
Im Innenraum wird die Laterne, in der sich der Glockenstuhl befindet, mit einer Stütze gehalten. Zur Kirchenausstattung aus der Erbauungszeit gehört ein Altar, der von den Statuen des Johannes Nepomuk, des heiligen Joseph, des Wendelin und des heiligen Aloisius flankiert wird.